# World Grand Prix (Darts)
| World Grand Prix    | World Grand Prix          |
| ------------------- | ------------------------- |
| Sportart            | Darts                     |
| Organisator         | PDC                       |
| Turnierart          | Ranglistenturnier         |
| Austragungsort      | Mattioli Arena, Leicester |
| Austragungszeitraum | Oktober                   |
| Rekordsieger        | Phil Taylor (11×)         |
| amtierender Sieger  | Mike De Decker            |
| Letzte Austragung   | World Grand Prix 2024     |
| Nächste Austragung  | World Grand Prix 2025     |

Der World Grand Prix gehört zu den Major-Turnieren im Dartsport. Er wird seit 1998 alljährlich von der Professional Darts Corporation organisiert. Veranstaltungsort war lange Zeit das Citywest Hotel in Dublin. 2020 war die Ricoh Arena in Coventry der Austragungsort. Seit 2021 wird das Turnier in der Mattioli Arena (bis 2023: Morningside Arena) in Leicester ausgetragen.
Amtierender Titelträger ist der Belgier Mike De Decker, der im Oktober 2024 das Finale gegen den Engländer Luke Humphries mit 6:4-sets gewann.

## Format
Das Turnier wird seit dem Jahr 2000 im K.-o.-System gespielt. Im Jahr 1998 war dies ebenfalls so. Im Jahr 1999 wurde vor dem K.-o.-System eine Gruppenphase gespielt. Im Jahr 2000 wurde zudem eine Vorrunde vor der Finalrunde ausgetragen. In der Regel dauert das Turnier etwa eine Kalenderwoche.
Jedes leg wird im 501-double-in-double-out-Modus gespielt. Das bedeutet, dass der jeweilige Spieler in jedem leg erst dann punkten kann, wenn er ein Doppelfeld trifft und das leg nur gewinnen kann, wenn er seine 501 Punkte mit einem Doppelfeld auf exakt 0 Punkte bringt.
Bei der ersten Auflage des Turniers wurde das Turnier im Spielmodus best of legs gespielt. Seit dem Jahr 1999 wird es durchweg im Modus best of sets ausgetragen.

## Preisgelder
Das beim Turnier erspielte Preisgeld wird bei der Berechnung der Order of Merit berücksichtigt.
Es stieg über die Jahre kontinuierlich an und wurde unter den Teilnehmern ab dem Achtelfinale wie folgt verteilt:

## Finalergebnisse
| Jahr | Austragungsort                 | Sieger             | Ergebnis        | Finalist              | Sponsor        | Preisgeld | Preisgeld |
| Jahr | Austragungsort                 | Sieger             | Ergebnis        | Finalist              | Sponsor        | Gesamt    | Sieger    |
| ---- | ------------------------------ | ------------------ | --------------- | --------------------- | -------------- | --------- | --------- |
| 1998 | Casino Rooms, Rochester        | Phil Taylor        | 13 : 8 (Legs)   | Rod Harrington        |                | 0£38.000  | 0£9.000   |
| 1999 | Casino Rooms, Rochester        | Phil Taylor        | 6 : 1           | Shayne Burgess        |                | 0£38.000  | 0£9.000   |
| 2000 | Crosbie Cedars Hotel, Rosslare | Phil Taylor        | 6 : 1           | Shayne Burgess        | 0£70.000       | 0£15.000  |           |
| 2001 | Citywest Hotel, Dublin         | Alan Warriner      | 8 : 2           | Roland Scholten       | Paddy Power    | 0£15.000  | 0£78.000  |
| 2002 | Citywest Hotel, Dublin         | Phil Taylor        | 7 : 3           | John Part             | Paddy Power    | 0£70.000  | 0£14.000  |
| 2003 | Citywest Hotel, Dublin         | Phil Taylor        | 7 : 2           | John Part             | Paddy Power    | 0£76.000  | 0£15.000  |
| 2004 | Citywest Hotel, Dublin         | Colin Lloyd        | 7 : 3           | Alan Warriner         | Sky Bet        | 0£100.000 | 0£20.000  |
| 2005 | Citywest Hotel, Dublin         | Phil Taylor        | 7 : 1           | Colin Lloyd           | Sky Bet        | 0£100.000 | 0£20.000  |
| 2006 | Citywest Hotel, Dublin         | Phil Taylor        | 7 : 4           | Terry Jenkins         | Sky Bet        | 0£130.000 | 0£25.000  |
| 2007 | Citywest Hotel, Dublin         | James Wade         | 6 : 3           | Terry Jenkins         | Sky Bet        | 0£200.000 | 0£50.000  |
| 2008 | Citywest Hotel, Dublin         | Phil Taylor        | 6 : 2           | Raymond van Barneveld | Sky Poker      | 0£250.000 | 0£50.000  |
| 2009 | Citywest Hotel, Dublin         | Phil Taylor        | 6 : 4           | Raymond van Barneveld | Sky Bet        | 0£350.000 | 0£100.000 |
| 2010 | Citywest Hotel, Dublin         | James Wade         | 6 : 3           | Adrian Lewis          | Bodog          | 0£350.000 | 0£100.000 |
| 2011 | Citywest Hotel, Dublin         | Phil Taylor        | 6 : 3           | Brendan Dolan         | PartyPoker.com | 0£350.000 | 0£100.000 |
| 2012 | Citywest Hotel, Dublin         | Michael van Gerwen | 6 : 4           | Mervyn King           | PartyPoker.com | 0£350.000 | 0£100.000 |
| 2013 | Citywest Hotel, Dublin         | Phil Taylor        | 6 : 0           | Dave Chisnall         | PartyPoker.com | 0£350.000 | 0£100.000 |
| 2014 | Citywest Hotel, Dublin         | Michael van Gerwen | 5 : 3           | James Wade            | PartyPoker.com | 0£400.000 | 0£100.000 |
| 2015 | Citywest Hotel, Dublin         | Robert Thornton    | 5 : 4           | Michael van Gerwen    | PartyPoker.com | 0£400.000 | 0£100.000 |
| 2016 | Citywest Hotel, Dublin         | Michael van Gerwen | 5 : 2           | Gary Anderson         | Unibet         | 0£400.000 | 0£100.000 |
| 2017 | Citywest Hotel, Dublin         | Daryl Gurney       | 5 : 4           | Simon Whitlock        |                | 0£400.000 | 0£100.000 |
| 2018 | Citywest Hotel, Dublin         | Michael van Gerwen | 5 : 2           | Peter Wright          |                | 0£400.000 | 0£100.000 |
| 2019 | Citywest Hotel, Dublin         | Michael van Gerwen | 5 : 2           | Dave Chisnall         | BoyleSports    | 0£450.000 | 0£110.000 |
| 2020 | Ricoh Arena, Coventry          | Gerwyn Price       | 5 : 2           | Dirk van Duijvenbode  | BoyleSports    | 0£450.000 | 0£110.000 |
| 2021 | Mattioli Arena, Leicester      | Jonny Clayton      | 5 : 1           | Gerwyn Price          | BoyleSports    | 0£450.000 | 0£110.000 |
| 2022 | Michael van Gerwen             | 5 : 3              | Nathan Aspinall | 0£550.000             | BoyleSports    | 0£120.000 |           |
| 2023 | Luke Humphries                 | 5 : 2              | Gerwyn Price    | 0£550.000             | BoyleSports    | 0£120.000 |           |
| 2024 | Mike De Decker                 | 6 : 4              | Luke Humphries  | 0£600.000             | BoyleSports    | 0£120.000 |           |
| 2025 |                                | :                  |                 | 0£600.000             | BoyleSports    | 0£120.000 |           |

Mit seinen elf Titeln ist Phil Taylor aktueller Rekordgewinner des World Grand Prix.

## Deutschsprachige Teilnehmer
- Gabriel Clemens
  - 2020: 2. Runde (Niederlage gegen  Jeffrey de Zwaan)
  - 2021: 1. Runde (Niederlage gegen  Vincent van der Voort)
  - 2022: 1. Runde (Niederlage gegen  Danny Noppert)
  - 2023: 1. Runde (Niederlage gegen  Peter Wright)

- Max Hopp
  - 2018: 1. Runde (Niederlage gegen  Dave Chisnall)
  - 2019: 1. Runde (Niederlage gegen  Peter Wright)

- Ricardo Pietreczko
  - 2024: Achtelfinale (Niederlage gegen  Luke Humphries)

- Martin Schindler
  - 2022: 1. Runde (Niederlage gegen  Gerwyn Price)
  - 2023: Viertelfinale (Niederlage gegen  Gerwyn Price)
  - 2024: Achtelfinale (Niederlage gegen  Rob Cross)

- Mensur Suljović
  - 2015: Halbfinale (Niederlage gegen  Robert Thornton)
  - 2016: 1. Runde (Niederlage gegen  Daryl Gurney)
  - 2017: Halbfinale (Niederlage gegen  Simon Whitlock)
  - 2018: Halbfinale (Niederlage gegen  Peter Wright)
  - 2019: 1. Runde (Niederlage gegen  Rob Cross)
  - 2020: 1. Runde (Niederlage gegen  Dirk van Duijvenbode)
  - 2021: 1. Runde (Niederlage gegen  Dave Chisnall)

## Statistiken

### Nine dart finishes
Insgesamt wurde drei Mal ein Nine dart finish beim World Grand Prix gespielt. Es sind die einzigen TV-Neundarter im Modus double-in-double-out. Erstmals gelang dies 2011 dem Nordiren Brendan Dolan, wodurch er seinen Spitznamen „The History Maker“ erhielt. 2014 kam es zum einzigen Mal vor, dass beide Spieler einer Partie jeweils einen TV-Neundarter warfen.
| Spieler         | Turnier, Runde   | Weg                                  | Gegner          | Ergebnis   |
| --------------- | ---------------- | ------------------------------------ | --------------- | ---------- |
| Brendan Dolan   | 2011, Halbfinale | D20, 2 × T20; 3 × T20; T20, T17, D25 | James Wade      | Sieg       |
| James Wade      | 2014, 2. Runde   | D20, 2 × T20; 3 × T20; T20, T17, D25 | Robert Thornton | Sieg       |
| Robert Thornton | 2014, 2. Runde   | D20, 2 × T20; 3 × T20; T20, T17, D25 | James Wade      | Niederlage |

### Höchste Averages
Die Tabelle nennt alle Averages von 100 und mehr Punkten in der Turniergeschichte.
| #  | Spieler            | Jahr | Runde         | Average | Gegner             | Ergebnis |
| -- | ------------------ | ---- | ------------- | ------- | ------------------ | -------- |
| 1  | Alan Warriner      | 2001 | 1. Runde      | 106,45  | Andy Jenkins       | 2:0      |
| 2  | Gary Anderson      | 2013 | 1. Runde      | 104,86  | Jelle Klaasen      | 2:0      |
| 3  | Michael van Gerwen | 2013 | 1. Runde      | 104,47  | John Part          | 2:0      |
| 4  | Michael van Gerwen | 2016 | Viertelfinale | 103,09  | Simon Whitlock     | 3:1      |
| 5  | Phil Taylor        | 2011 | Halbfinale    | 103,02  | Richie Burnett     | 5:2      |
| 6  | Dave Chisnall      | 2020 | 1. Runde      | 102,85  | Glen Durrant       | 2:0      |
| 7  | Phil Taylor        | 2010 | 1. Runde      | 102,48  | Brendan Dolan      | 2:0      |
| 8  | Phil Taylor        | 2011 | 1. Runde      | 102,26  | Peter Wright       | 2:1      |
| 9  | Ross Smith         | 2024 | 1. Runde      | 101,79  | Gian van Veen      | 2:0      |
| 10 | Phil Taylor        | 2010 | Achtelfinale  | 101,75  | Andy Smith         | 3:0      |
| 11 | Phil Taylor        | 1999 | Viertelfinale | 101,71  | Peter Evison       | 3:0      |
| 12 | Michael van Gerwen | 2018 | Viertelfinale | 101,54  | Dave Chisnall      | 3:1      |
| 13 | Simon Whitlock     | 2020 | 1. Runde      | 101,12  | Chris Dobey        | 2:0      |
| 14 | Dave Chisnall      | 2017 | 1. Runde      | 101,10  | Jelle Klaasen      | 2:0      |
| 15 | Phil Taylor        | 2011 | Viertelfinale | 101,08  | Mark Webster       | 4:0      |
| 16 | Gerwyn Price       | 2021 | 1. Runde      | 100,82  | Michael Smith      | 2:0      |
| 17 | Phil Taylor        | 2012 | 1. Runde      | 100,73  | Michael Smith      | 2:0      |
| 18 | Luke Humphries     | 2024 | Halbfinale    | 100,30  | Ryan Joyce         | 5:0      |
| 19 | Michael van Gerwen | 2016 | Finale        | 100,29  | Gary Anderson      | 5:2      |
| 19 | Simon Whitlock     | 2020 | Viertelfinale | 100,29  | Michael van Gerwen | 3:0      |
| 20 | Phil Taylor        | 2008 | Achtelfinale  | 100,20  | Colin Osborne      | 3:0      |
| 21 | Phil Taylor        | 2002 | Finale        | 100,17  | John Part          | 7:3      |